# Groupe d'amitié France-Israël
Les groupes d’amitié France-Israël  de l'Assemblée nationale et du Sénat, sont des groupes parlementaires rassemblant des députés et sénateurs de divers groupes politiques. Ils ont pour objet de développer des relations avec les assemblées parlementaires de la France et d'Israel, concourent au développement des relations bilatérales de ces deux pays et contribuent ainsi de manière privilégiée à la diplomatie parlementaire.
Au Sénat le groupe France-Israel est présidé par Roger Karoutchi depuis 2021 et compte 80 sénateurs.
A l'Assemblée nationale, le groupe France-Israël est en cours de reconstitution, à la suite des élections législatives de 2024. Sa présidente était Aurore Bergé de mai 2019 à juin 2024.
Comme de nombreux groupes parlementaires, ils publient régulièrement des rapports d'informations.

## Prises de position
À la suite du massacre de l'aéroport de Lod en mai 1972, Pierre Giraud, alors président du groupe au Sénat, dénonce « une constante passivité de trop d'États » ayant « favorisé » l'attentat.
Claude-Gérard Marcus, vice-président du groupe à l'Assemblée nationale, appelle à l'expulsion de tout membre du Front de libération de la Palestine se trouvant sur le territoire français.
En septembre 2011, 110 parlementaires français font appel au président de la République à utiliser le droit de veto de la France au Conseil de sécurité des Nations unies sur la demande d'adhésion de l'Etat palestinien. Cet appel est à l'initiative des présidents parlementaires du groupe d'amitié France-Israël.
En janvier 2012, Claude Goasguen, alors président du groupe à l'Assemblée nationale, dénonce l'expression « apartheid au Moyen-Orient » utilisée dans un rapport par des députés français au sujet de la politique de l'eau d'Israël.
En novembre 2014, les députés PS Armand Jung, alors président du groupe d'amitié, et François Pupponi, vice-président du groupe, refusent de signer une proposition de loi du PS pour la reconnaissance d'un État palestinien.
Le 12 mai 2021, à la suite des heurts au sein de Jérusalem-Est occupé, le groupe réaffirme son amitié et « soutien indéfectible à l’État d'Israël »,[réf. souhaitée].

## Controverses
En avril 2014, Claude Goasguen, alors vice-président du groupe à l'Assemblée nationale, paraît devant le tribunal correctionnel de Nîmes pour des commentaires anti-musulmans, après avoir indiqué que l'on n'« [osait] plus enseigner [la Shoah] dans les lycées tant on a peur de la réaction des jeunes musulmans qui ont été drogés dans les mosquées ».

## Présidents du groupe France-Israël de l'Assemblée nationale
| Portrait                                                          | Identité                      | Période           | Période       | Durée                    |
| Portrait                                                          | Identité                      | Début             | Fin           | Durée                    |
| ----------------------------------------------------------------- | ----------------------------- | ----------------- | ------------- | ------------------------ |
| Armand Jung en 2013.                                              | Armand Jung (1950 - 2019)     | 2012              |               |                          |
| Élise Fajgeles, 18 décembre 2017.                                 | Élise Fajgeles (née en 1970)  | 28 septembre 2017 | 27 avril 2019 | 1 an, 6 mois et 30 jours |
| Aurore Bergé, 19 juin 2017.                                       | Aurore Bergé (née en 1986)    | mai 2019          |               |                          |
| Claude Goasguen, 27 février 2008.                                 | Claude Goasguen (1945 - 2020) |                   |               |                          |
| Pascal Popelin, 2 décembre 2008.                                  | Pascal Popelin (né en 1967)   |                   |               |                          |
| Pas de portrait sous licence libre disponible pour Pierre Giraud. | Pierre Giraud (1913 - 1988)   |                   |               |                          |

## Présidents du groupe France-Israël du Sénat
- Roger Karoutchi (depuis 2021)
- Philippe Dallier